# Майкъл Джонсън
 За футболиста вижте Майкъл Джонсън (футболист).  
Майкъл Джонсън (Michael Duane Adalbert Adam Johnson) е лекоатлет от САЩ, спринтьор на 200, 400 и 4 х 400 метра, сред най-бързите хора на планетата.

Настоящ световен рекордьор в бягането на  4 х 400 м като част от отбора на САЩ – 2:55,74 минути (1992). Държи и рекорда в неофициалната дисциплина 300 м. Бивш световен рекордьор на 400 м с 43,18 сек (1999) и 200 м с 19,32 сек. (1996).
Ставал е олимпийски шампион 4 пъти и световен – 8 пъти. Единственият, който е спечелил злато на 200 м и 400 м на една и съща олимпиада – Атланта'96. Също е единственият, който е защитил златото си в спринта на 400 м на следващите Летни олимпийски игри в Сидни.
Майкъл Джонсън е известен с уникалния си стил на бягане: тяло, наклонено назад и неголеми крачки. Неговата изправена стойка разбива схващането, че високото вдигане на коляното е основно условие за висока скорост.
В бягането му за бившия световен рекорд на 200 м скоростта му достига 10,35 м/сек. (равносилно на 9,66 сек. в спринта на 100 м). През 2009 г. Юсейн Болт подобрява това постижение с нови световни рекорди, пробягвайки 200 м за 19,19 секунди (10,42 м/сек.) и 100 м за 9,58 секунди (10,44 м/сек.).

## Детство и начало на кариерата
Майкъл Джонсън е роден на 13 септември 1967 г. в Далас, щата Тексас, в семейство с пет деца, от които той е най-малък. Баща му е шофьор на камион, а майка му учителка. Започва да тренира бягане и лека атлетика и да участва в състезания още на 10-годишна възраст. В университета „Бейлър“ негов треньор става Клайд Харт и той успява да спечели няколко студентски първенства в индивидуални спринтове и щафети, както на открито, така и в зала. Още в първото си състезание успява да подобри рекорда на училището на 200 м, като записва време от 20,41 секунди. Подготвя се за летните олимпийски игри в Сеул през 1988 г., но получава травма на лявата фибула от пренатоварване точно преди началото на квалификациите на САЩ. Не успява да се класира в дисциплината 400 м и се оттегля от дисциплината 200 м. През 1989 г. завършва втори на 400 м на световното първенство на САЩ в зала, а на студентското първенство на открито повежда от първи пост щафетата на „Бейлър“ на 4 х 400 м към второто място и печели индивидуалния старт на 200 м с време от 20,59 секунди. През последната си година в университета достига пик като печели три от четирите старта на 200 м в календара на студентските игри, златен медал в първенството на САЩ в зала и взема участие в няколко печеливши щафети.
Завършва университета през 1990 г., като е първия атлет, който е водач в ранглистата на 200 м и 400 м едновременно. Година по-късно печели Световната титла на 200 м от първенството в Токио. Победата му е с преднина от 0,33 секунди пред Франки Фредерикс, която е най-голямата на голям форум, след победата на Джеси Оуенс на Олимпийските игри през 1936 г. в Берлин.
Две седмици преди началото на Олимпийските игри през 1992 г. в Барселона, Джонсън и агентът му получават хранително отравяне в ресторант в Испания, в резултат на което губи сила и тегло. Поради тази причина, въпреки че е фаворит за златния медал на 200 м, той завършва шести в полуфиналната си серия и не се класира за финала. Въпреки това взема участие в щафетата на САЩ на 4 х 400 м, която печели златни медали с рекордно време от 2:55,74 минути. Времето на Джонсън е 44,73 секунди.
През 1993 г. Джонсън печели титлата на 400 м на първенството на САЩ, която е последвана от Световни титли на първенството в Щутгарт на 400 м и в щафетата 4 х 400 м. Времето от 42,91 секунди, записано на втори пост на тази щафета е най-бързото на 400 м в историята. На първенството в Гьотеборг през 1995 г. той защитава и двете титли, като добавя към тях и златен медал на 200 м с което става първият атлет в историята, който печели златен медал на 200 м и на 400 м в едно и също първенство.

## Олимпийски игри в Атланта, 1996 г.
През 1996 г., Джонсън пробягва 200 м за 19,66 секунди на първенството на САЩ, с което успява да подобри рекорда на Пиетро Менеа (Италия) от 19,72 секунди, който успява да се задържи почти 17 години. С това постижение той заявява, че ще се готви да повтори „дубъла“ си от първенството в Гьотеборг и да стане първия атлет мъж, който печели златен медал на 200 м и на 400 м в една и съща олимпиада (постижението е постигано от две жени: Валери Бриско-Хуукс през 1984 г. в Лос Анджелис и от Мари-Жозе Перек през 1996 г. в Атланта.
Джонсън излиза на пистата на олимпийските игри в Атланта с направени лично за него, позлатени шпайкове на Найк, заради което получава прякора „Мъжът със златните обувки“. Производителят заявява, че шпайковете тежат по 85 грама всеки, но според други източници теглото на всяка обувка е 94 грама. Лявата е номер 10,5 (по американските стандарти), а дясната номер 11, с което се компенсира разликата в дължината на стъпалата на атлета.
На 29 юли Джонсън без проблем печели златния медал на 400 м, с олимпийски рекорд от 43,49 секунди, с почти секунда преднина пред сребърния медалист Роджър Блак от Великобритания. На финала на 200 м на 1 август, той пробягва първите 100 м за 10,12 секунди и завършва състезанието със световен рекорд от 19,32 секунди (по-късно подобрен от Юсеин Болт), подобрявайки с повече от 3 десети от секундата постижението си от първенството на САЩ на същото трасе, месец по-рано – най-голямата разлика с която се подобрява световен рекорд на 200 м в историята. Някои коментатори сравняват представянето му с това на Боб Биймън, който чупи рекорда в дисциплината скок на дължина на Олимпийските игри през 1968 г. в Мексико сити.
След края на сезон 1996 г. Джонсън получава наградата „Джеймс И. Съливан“, която се присъжда в САЩ на най-добрия атлет аматьор. Освен това е избран за атлет на годината на телевизия Ей Би Си. През август „Харпър Колинс“ публикува биографичната мотивационна книга на Джонсън – „Да убиеш дракона: Как да превърнеш малките стъпки във велики постижения“.

## Световен рекорд и злато на трета Олимпиада
На 26 август 1999 г. в Севиля (Испания) Майкъл Джонсън поставя световен рекорд на 400 м с време 43,18 секунди – средна скорост 9,26 м/сек.
Печели златен медал на трета поредна Олимпиада през 2000 г. в Сидни, този път на 400 м. Там заедно с партньорите си побеждават и в щафетата 4 х 400 метра, но през 2008 г. отборът на САЩ е дисквалифициран и лишен от спечелените златни олимпийски медали във връзка с това, че Антонио Петигрю е уличен в употреба на допинг .

## След спорта
Майкъл Джонсън завършва своята състезателна кариера през 2000 г. непосредствено след Олимпиадата. После работи като коментатор в британския телеканал Би Би Си (BBC) и води спортната колона в „Дейли Телеграф“. Владее компания в областта на спортния мениджмънт „Ultimate Performance“. Живее с жена си и двете деца в Калифорния.